# Bryan megye (Georgia)
Bryan megye az Amerikai Egyesült Államokban, azon belül Georgia államban található. Megyeszékhelye Pembroke, legnagyobb városa Richmond Hill. Lakosainak száma 44 738 fő (2020. április 1.). Bryan megye Effingham, Liberty, Chatham, Bulloch és Evans megyékkel határos.

## Népesség
A megye népességének változása:
| Lakosok száma | 30 407 | 31 247 | 32 250 | 33 157 | 35 137 | 44 738 |
|               | 2010   | 2011   | 2012   | 2013   | 2015   | 2020   |